# 中標津町自動車学校
株式会社中標津町自動車学校（なかしべつちょうじどうしゃがっこう）は、北海道標津郡中標津町に本社を置く北海道釧路方面公安委員会指定の自動車教習所を運営する企業。

## 所在地
- 086-1164
- 北海道標津郡中標津町丸山2丁目26番地

## 取得できる免許
- 普通自動車
- 中型自動車
- 大型特殊自動車
- けん引
- 普通自動二輪車

## 沿革
- 1932年9月15日 中標津運転者養成所として町立の自動車学校が開校
- 1969年4月1日 経営悪化の為民間サイドに経営をゆずる事になり株式会社中標津町自動車学校として再出発
- 1969年12月 北海道釧路方面公安委員会に認可を受け指定校となる
- 1982年 校舎の新築を行う（現校舎）

## その他
- テレビドラマ　『火曜サスペンス劇場・北の警察署長』（1998年）のロケに使用される。

## アクセス
- 中標津町交通センターから徒歩20分
- 周辺各地域に向けて無料送迎バス有り。